# Ultraviolet (serie televisiva)
Ultraviolet è una serie televisiva polacca creata da Wendy West e diretta da Jan Komasa e Sławomir Fabicki. È stata trasmessa in Polonia dal 25 ottobre 2017 sul canale AXN.
In Italia e in tutti i paesi in cui Netflix è disponibile, la prima stagione è stata interamente pubblicata il 17 agosto 2018. La seconda stagione è stata distribuita da Netflix il 19 dicembre 2019.

## Trama
Aleksandra Serafin-Łozińska (trent'anni), sì trasferisce da Londra per ragioni personali, a Łódź la sua città natale dove vive con sua madre Anna e lavora come taxista.  Una notte, dopo una gara, vede una donna cadere da un ponte su un'auto. L'autista scappa, ed Aleksandra è sicura di aver visto un'altra persona sul ponte. Di fronte all'inerzia della polizia, che dice che si tratta di un suicidio, cerca su Internet per indagare.  Scopre un sito chiamato Ultraviolet, una rete di persone che si aiutano a vicenda per risolvere i casi trascurati dalla polizia. È diventata amica del creatore del sito, Tomek, nonché con i membri del gruppo online, Piast, l'informatico e le sorelle Magdalena e Karolina.
D'altra parte, Aleksandra incolpa la polizia, e in particolare il comandante Kraszewski, per aver classificato la morte di suo fratello. È convinta che non sia stato ucciso per legittima difesa dalla sua ex, ma che quest'ultima abbia pianificato il tutto. Tuttavia, si avvicina a un ufficiale di polizia, Michał, al quale fornisce le informazioni che il gruppo scopre sulla vittima e su ciò che è accaduto quella notte. Spera che, in cambio, riaprirà il fascicolo sulla morte di suo fratello. Inoltre è aiutata dal suo amico Henryk, un meccanico che la considera sua figlia.

## Episodi
| Stagione         | Episodi | Prima TV Polonia | Pubblicazione Italia |
| ---------------- | ------- | ---------------- | -------------------- |
| Prima stagione   | 10      | 2017             | 2018                 |
| Seconda stagione | 12      | 2019             | 2019                 |

### Prima stagione
La prima stagione è stata candidata al Best Central and Eastern European Series per il premio Best TV Series al festival Serial Killer. 
| n° (assoluto) | n° (stagione) | Titolo originale | Titolo italiano | Diretto da       | Scritto da            | Prima TV Polonia | Pubblicazione Italia | Ascolti medi a stagione - Polonia |
| ------------- | ------------- | ---------------- | --------------- | ---------------- | --------------------- | ---------------- | -------------------- | --------------------------------- |
| 1             | 1             | #ladyofthelake   | #ladamadellago  | Jan Komasa       | endy West             | 25 ottobre 2017  | 17 agosto 2018       | telespettatori 106 297            |
| 2             | 2             | #alicja          | #alicja         | Jan Komasa       | Blazej Dzikowski      | 1 novembre 2017  | 17 agosto 2018       | telespettatori 106 297            |
| 3             | 3             | #explosion       | #esplosione     | Jan Komasa       | Paulina Murawska      | 8 novembre 2017  | 17 agosto 2018       | telespettatori 106 297            |
| 4             | 4             | #elias           | #elias          | Jan Komasa       | Agnieszka Pilaszewska | 15 novembre 2017 | 17 agosto 2018       | telespettatori 106 297            |
| 5             | 5             | #masterlevel     | #livellomassimo | Jan Komasa       | Filip K. Kasperaszek  | 22 novembre 2017 | 17 agosto 2018       | telespettatori 106 297            |
| 6             | 6             | #confession      | #confessione    | Sławomir Fabicki | Filip K. Kasperaszek  | 29 novembre 2017 | 17 agosto 2018       | telespettatori 106 297            |
| 7             | 7             | #limbo           | #limbo          | Sławomir Fabicki | Paulina Murawska      | 6 dicembre 2017  | 17 agosto 2018       | telespettatori 106 297            |
| 8             | 8             | #theclub         | #ilclub         | Sławomir Fabicki | Agnieszka Pilaszewska | 13 dicembre 2017 | 17 agosto 2018       | telespettatori 106 297            |
| 9             | 9             | #hycel           | #hycel          | Sławomir Fabicki | Igor Brejdygant       | 20 dicembre 2017 | 17 agosto 2018       | telespettatori 106 297            |
| 10            | 10            | #strangeland     | #stranaterra    | Sławomir Fabicki | Błażej Dzikowski      | 20 dicembre 2017 | 17 agosto 2018       | telespettatori 106 297            |

### Seconda stagione
| n° (assoluto) | n° (stagione) | Titolo originale | Titolo italiano | Diretto da          | Scritto da           | Prima TV Polonia | Pubblicazione Italia |
| ------------- | ------------- | ---------------- | --------------- | ------------------- | -------------------- | ---------------- | -------------------- |
| 11            | 1             | Episode #2.1     | Episodio 1      | Bartosz Prokopowicz | Bartosz Janiszewski  | 2 ottobre 2019   | 19 dicembre 2019     |
| 12            | 2             | Episode #2.2     | Episodio 2      | Bartosz Prokopowicz | Bartosz Janiszewski  | 9 ottobre 2019   | 19 dicembre 2019     |
| 13            | 3             | Episode #2.3     | Episodio 3      | Bartosz Prokopowicz | Piotr Rzepka         | 16 ottobre 2019  | 19 dicembre 2019     |
| 14            | 4             | Episode #2.4     | Episodio 4      | Bartosz Prokopowicz | Piotr Januszewicz    | 23 ottobre 2019  | 19 dicembre 2019     |
| 15            | 5             | Episode #2.5     | Episodio 5      | Łukasz Kosmicki     | Joanna Pawluskiewicz | 30 ottobre 2019  | 19 dicembre 2019     |
| 16            | 6             | Episode #2.6     | Episodio 6      | Łukasz Kosmicki     | Piotr Januszewicz    | 6 novembre 2019  | 19 dicembre 2019     |
| 17            | 7             | Episode #2.7     | Episodio 7      | Łukasz Kosmicki     | Bartosz Janiszewski  | 13 novembre 2019 | 19 dicembre 2019     |
| 18            | 8             | Episode #2.8     | Episodio 8      | Łukasz Kosmicki     | Piotr Rzepka         | 20 novembre 2019 | 19 dicembre 2019     |
| 19            | 9             | Episode #2.9     | Episodio 9      | Anna Jadowska       | Piotr Rzepka         | 27 novembre 2019 | 19 dicembre 2019     |
| 20            | 10            | Episode #2.10    | Episodio 10     | Anna Jadowska       |                      | 4 dicembre 2019  | 19 dicembre 2019     |
| 21            | 11            | Episode #2.11    | Episodio 11     | Anna Jadowska       | Joanna Pawluskiewicz | 11 dicembre 2019 | 19 dicembre 2019     |
| 22            | 12            | Episode #2.12    | Episodio 12     | Anna Jadowska       | Joanna Pawluskiewicz | 18 dicembre 2019 | 19 dicembre 2019     |